# アポロン★ (ラジオ番組)
『アポロン★』は、2013年4月1日より2016年3月31日までTOKYO FMで月曜日から木曜日の13:00 - 14:55（JST）に放送していたラジオ番組である。番組の正式名称は、2014年9月30日まで「アポロン」だったが、同10月1日より「アポロン★」に変更された。ラジオパーソナリティーは齊藤美絵。

## 概要
TOKYO FMの昼のエンターテイメント情報番組として、2013年4月1日より放送開始。番組名の由来となった「アポロン」は音楽と知性の神であることから、当初の番組コンセプトは「これを聴けば、明日の話題にプラスになるヒミツ」を紹介する番組であった。
2014年4月からは、番組コンセプトから内容が大きく外れたことから迷走したため、翌2015年4月からは大幅リニューアルされ、名物コーナーとなった「アポロン★妄想ソング～ねえ、あいみみしようよ～」を開始して有名俳優や声優を起用するとともに、曜日ごとにリスナーの趣味に特化した特集を組む「アポロン★シュミ活」を開始するなどして聴取率の向上を図った。しかし、ラジオパーソナリティーの齊藤美絵の出産に伴う産休により、2016年3月31日をもって番組が終了した。

## 番組表
2016年3月の番組終了時点。

### 放送時間
- 月曜日 - 木曜日、13:00 - 14:55

### タイムテーブル
- 12:55 LOVE CONNECTION - ラジオパーソナリティーLOVEとのクロストーク

アポロン★ 月 - 木　13:00-14:55
- 13:00 オープニング
- 13:15 アポロン★シュミ活
- 13:30
  - （木）東京マラソンLOVERS - TOKYO FM中村亜裕美アナウンサー出演
- 13:49 TOKYO FM NEWS
- 13:52 TOKYO FM トラフィックレポート
- 14:00 アポロン★妄想ソング～ねえ、あいみみしようよ～
- 14:15 
  - （月 - 水）アポロン★シュミ活
  - （木） アポロン★ライフナビ
- 14:30 よ・み・き・か・せ（提供：河合薬業）
- 14:45 TOKYO FM トラフィックレポート
- 14:50 エンディング